# Poděbrady V
Poděbrady V, Koutecká Čtvrť, je část města Poděbrady v okrese Nymburk. Nachází se na severu Poděbrad. Prochází zde silnice II/329. Je zde evidováno 98 adres.
Poděbrady V leží v katastrálním území Poděbrady o výměře 13,54 km².

## Galerie

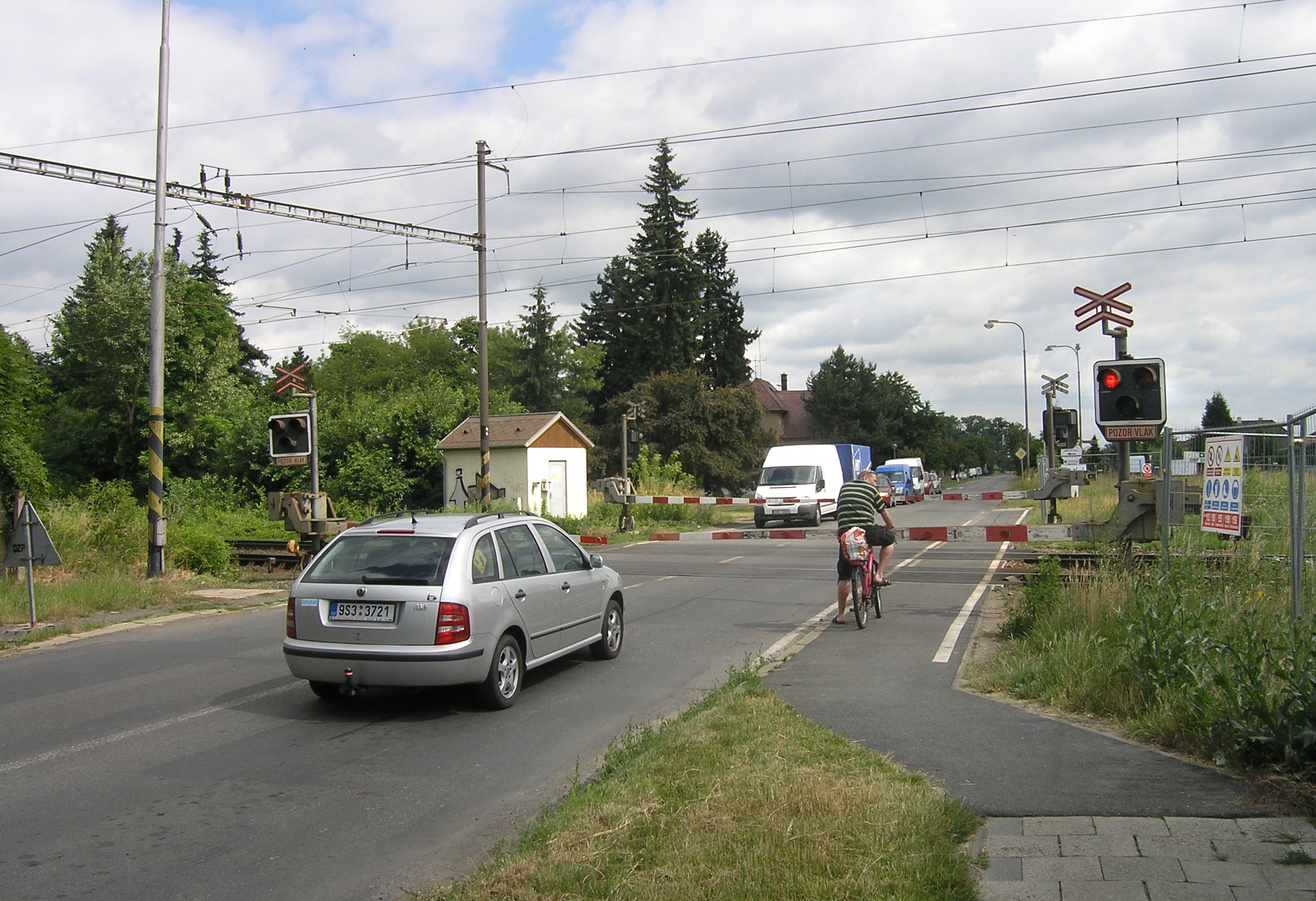
Bývalý železniční přejezd přes trať 231 na hranici Koutecké Čtvrti
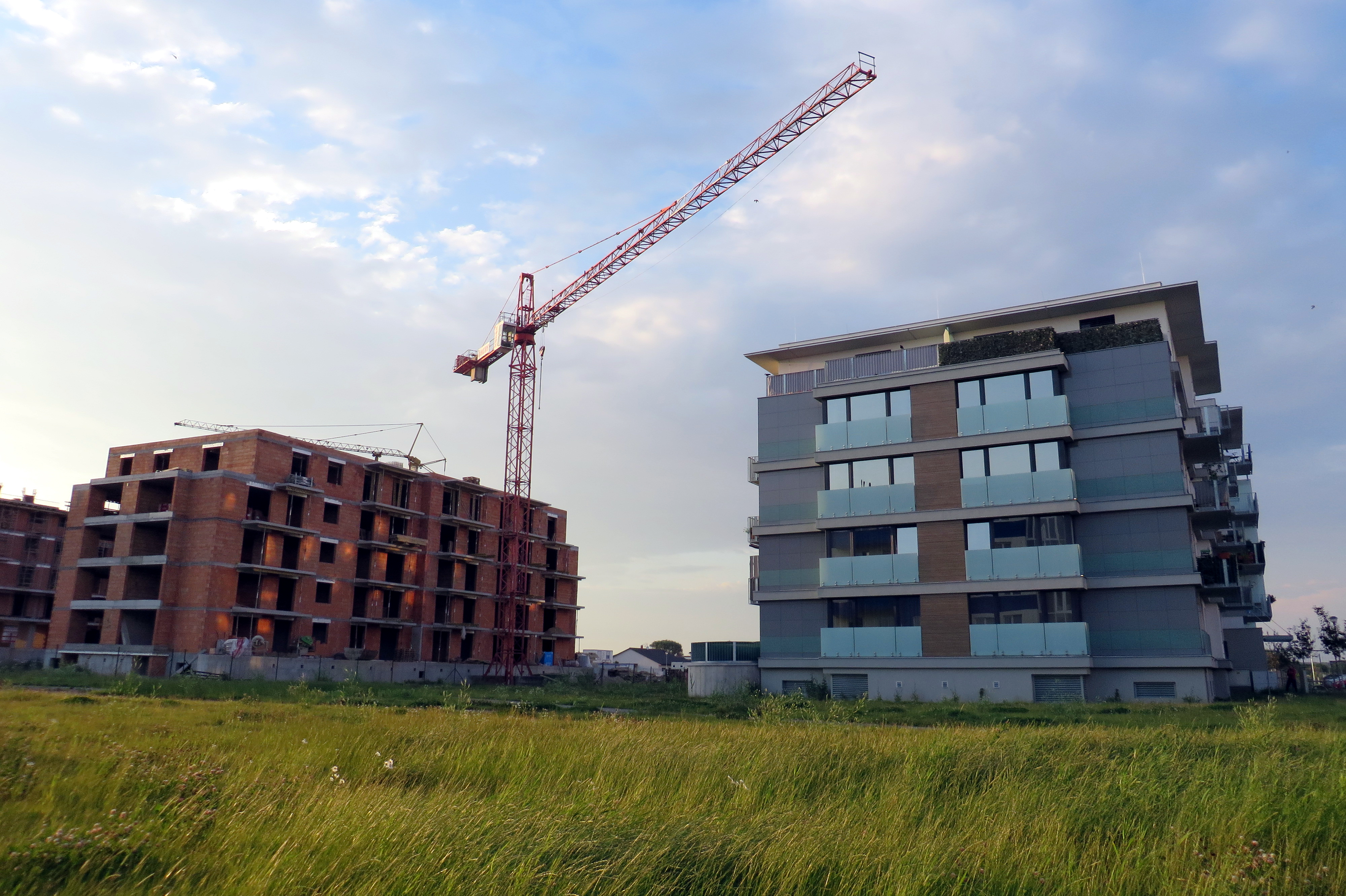
Výstavba bytových domů ve čtvrti Koutecká
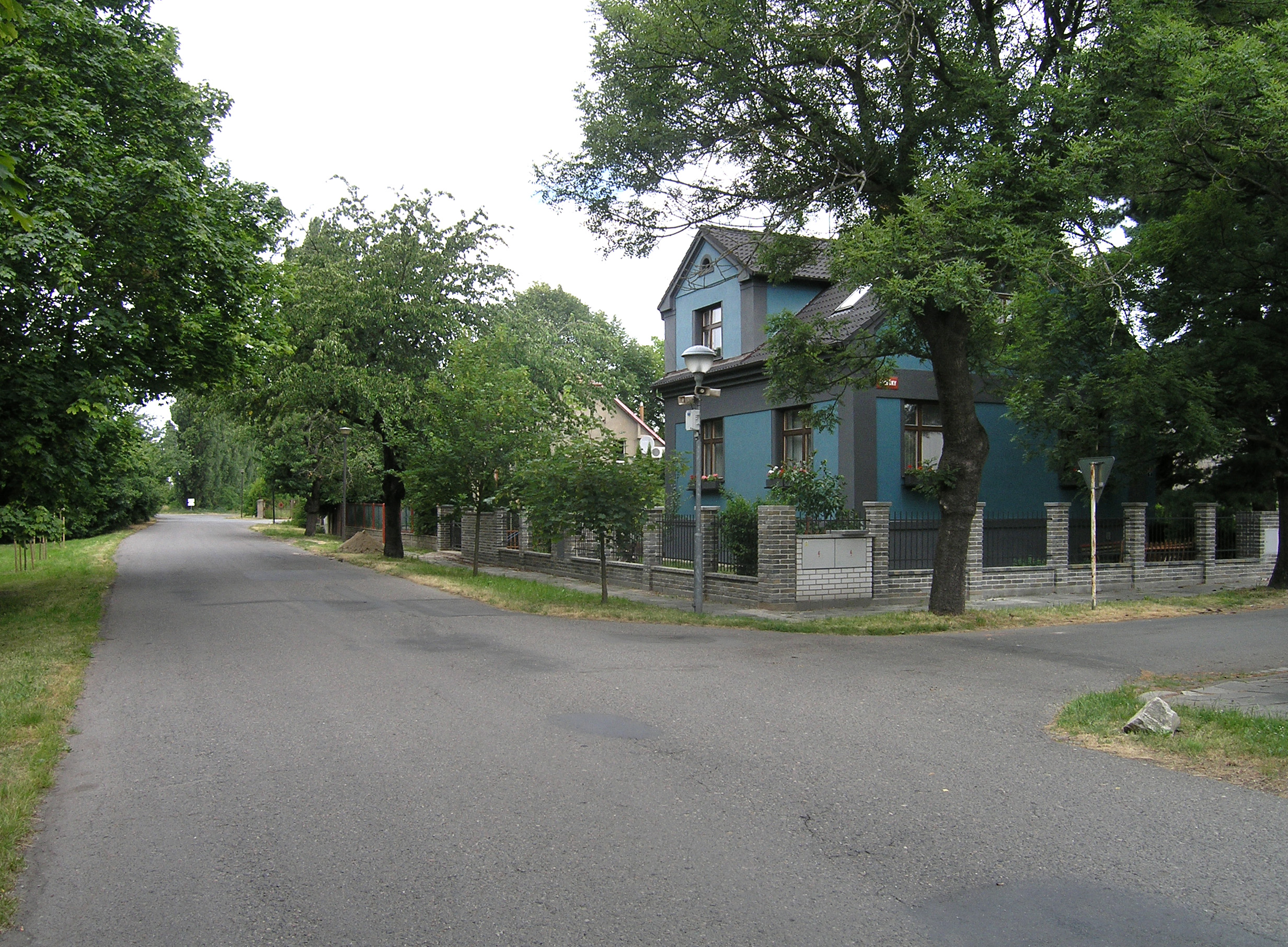
Skladištní ulice dokumentuje částečně lesní charakter čtvrti